# Марселас (Мичиген)
Марселас (енгл. Marcellus) град је у америчкој савезној држави Мичиген.

## Демографија
По попису из 2010. године број становника је 1.198, што је 36 (3,1%) становника више него 2000. године.
| Група             | 2000.         | 2010.         |
| Белци             | 1.121 (96,5%) | 1.142 (95,3%) |
| Афроамериканци    | 10 (0,9%)     | 19 (1,6%)     |
| Азијати           | 1 (0,1%)      | 3 (0,3%)      |
| Хиспаноамериканци | 13 (1,1%)     | 18 (1,5%)     |
| Укупно            | 1.162         | 1.198         |